# イースタープレート

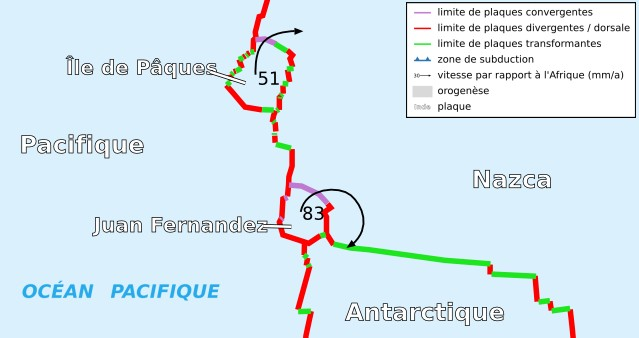
上がイースタープレート

イースタープレートは、太平洋南東部に存在する小規模なプレートである。その大きさは550km×410km程度とされている。イースタープレートは、その全てが太平洋上にあり、西部を太平洋プレートに、東部をナスカプレートに囲まれている。
プレート上にはランドマークが一切ないため、プレートの名前は隣接するナスカプレート上に存在するイースター島から取られた。